# 10604 Susanoo
10604 Susanoo è un asteroide della fascia principale. Scoperto nel 1996, presenta un'orbita caratterizzata da un semiasse maggiore pari a 3,1757906 UA e da un'eccentricità di 0,1087269, inclinata di 11,11509° rispetto all'eclittica. Misura circa 11,9 km di diametro.
L'asteroide è dedicato a Susanoo-no-mikoto, divinità dello shintoismo.